# Mirrors (canção de Natalia Kills)
"Mirrors" é uma canção da cantora inglesa Natalia Kills contida no seu álbum de estreia, Perfectionist (2011). Composta por Kills, Martin Kierszenbaum, Akon e Giorgio Tuinfort e produzida pelos três últimos, é uma faixa de electropop e rock eletrônico com sua letra sobre sadomasoquismo, cuja influência de "Sweet Dreams (Are Made of This)", do grupo Eurythmics, foi notada por críticos, que avaliaram a música da artista positivamente. Foi lançada como o primeiro single do disco e entrou em tabelas musicais europeias, nas quais teve o seu melhor desempenho na segunda colocação da polonesa Zwiazek Producentow Audio Video, além de nas norte-americanas Canadian Hot 100 e Hot Dance Club Songs nos 46.° e terceiro lugares, respectivamente. O seu vídeo acompanhante, co-dirigido por Kills e Guillaume Doubet, é feito a partir de três atos: "Vanity", "Control" e "Sex".

## Antecedentes
Natalia Kills começou a compor "Mirrors" no dia em que conheceu o músico Akon. De acordo consigo, disse a ele o que queria, e já que havia ouvido "Zombie", outra canção de Kills, as suas ideias de foram compatíveis. Os dois estavam pensando no duo britânico Eurythmics e consequentemente desenvolveram a faixa.

## Composição e produção
"Mirrors" é uma canção cujos gêneros são electropop e rock eletrônico. A sua letra refere-se ao sadomasoquismo e a um encontro amoroso noturno: "Apagar as luzes / Acender as velas / E os espelhos vão ficar embaçados nesta noite! / Apagar as luzes / Apertar as algemas / E os espelhos vão ficar embaçados nesta noite!" A inspiração em Depeche Mode e Prince também foi notada por Ryan Brockington, do jornal New York Post. A artista comentou que, em sua ideia de ser perfeccionista e ter controle, "Mirrors" é também uma autocrítica:

"'Mirrors' é sobre mim. Não sei se é algo bom de dizer, pois é uma canção muito foda. Se as pessoas interpretarem mal, dirão: 'Ah, ela é somente uma aberração de sexo, amor, controle e vaidade.' Mas não é sobre isso. É a respeito de comemorar o teu próprio poder e divertir-se. Não apenas o que outra pessoa possa fazer para ti, mas o que tu possas aproveitar e obter do momento."

A sua produção é formada a partir de uma linha de baixo de synthpop e guitarras, com a extensão vocal de falsetto de Kills no seu refrão.

## Recepção crítica
| Críticas profissionais | Críticas profissionais |
| Avaliações da crítica  | Avaliações da crítica  |
| Fonte                  | Avaliação              |
| ---------------------- | ---------------------- |
| Digital Spy            | [ 5 ]                  |

Jon O'Brien, do portal Allmusic, em uma crítica ao Perfectionist, descreveu "Mirrors" como uma das poucas faixas do álbum que oferecem um "pop estelar". Robert Copsey, do Digital Spy, relatou que é uma "canção muito sombria de disco-pop com uma batida feita de sintetizadores que lembra 'Sweet Dreams', de Eurythmics, que fica na linha entre [os gêneros] urban e europeu sem soar artificial". Matthew Wilkening, do AOL Radio Blog, descreveu o seguinte sobre a canção: "Imagine 'Sweet Dreams' [...] cheia de energético Red Bull e esteroides, então uma voz mais suave, mas igualmente audaciosa como a de Lady Gaga no microfone." Bradley Stern, do MuuMuse, notou que é "um momento obscuro e delicioso de um electro-pop sensual para uma nova artista".

## Vídeo musical

No vídeo, o reflexo de Kills no espelho expõe uma dupla identidade.

O vídeo de "Mirrors" foi co-dirigido por Natalia Kills e Guillaume Doubet e lançado em 2 de dezembro de 2010. De acordo com a artista, a sua produção já tinha sido planejada há muito tempo. A sua fotografia foi comparada com as das séries de filmes Saw e O Senhor dos Aneis e a da televisiva The Twilight Zone.
A gravação consiste em três atos: no primeiro, "Vanity", Kills, de lingerie, é levada até um depósito por guardas clones de si mesma com máscaras de plástico e então puxada para dentro de um espelho quebrado por mãos estranhas vindas de sua imagem refletida. No segundo, "Control", figuras espelhadas da cantora, que representam uma dupla identidade, segurando um machado aparecem em poses rivalizadas e ela faz movimentos com a ferramenta sobre uma caixa de vidro que contém um homem de terno. No terceiro, "Sex", os dois estão em uma cena de sadomasoquismo que inclui vendas para os olhos e Kills então volta a ver a sua simples figura reproduzida em um espelho.

## Listas de faixas
| CD single e download digital |           |         |  |
| N.º                          | Título    | Duração |  |
| 1.                           | "Mirrors" | 3:16    |  |

| Remix do CD single |                                              |         |  |
| N.º                | Título                                       | Duração |  |
| 2.                 | "Mirrors" (Frankmusik Obsidian Overkill Mix) | 3:20    |  |

| Download digital - Live at the Cherrytree House |           |         |  |
| N.º                                             | Título    | Duração |  |
| 1.                                              | "Mirrors" | 3:45    |  |

| Extended play (EP) digital de remixes |                                         |         |  |
| N.º                                   | Título                                  | Duração |  |
| 1.                                    | "Mirrors" (Sketch Iz Dead Remix)        | 4:15    |  |
| 2.                                    | "Mirrors" (Doctor Rosen Rosen Rx Remix) | 4:49    |  |
| 3.                                    | "Mirrors" (Moto Blanco Dub)             | 7:10    |  |
| 4.                                    | "Mirrors" (Purple Crush Remix)          | 4:06    |  |

| Extended play (EP) digital de remixes - Capítulo 2 |                                              |         |  |
| N.º                                                | Título                                       | Duração |  |
| 1.                                                 | "Mirrors" (Adrian Lux Remix)                 | 6:33    |  |
| 2.                                                 | "Mirrors" (Frankmusik Obsidian Overkill Mix) | 3:20    |  |
| 3.                                                 | "Mirrors" (Chris Moody Remix)                | 6:39    |  |
| 4.                                                 | "Mirrors" (Jeff T Club Remix)                | 6:01    |  |

## Créditos
Lista-se abaixo os profissionais envolvidos na elaboração de "Mirrors", de acordo com o encarte do álbum Perfectionist:
| - Composição: Natalia Kills, Martin Kierszenbaum, Akon, Giorgio Tuinfort - Produção e arranjos: Akon, Giorgio Tuinfort, Martin "Cherry Cherry Boom Boom" Kierszenbaum - Mistura: Robert Orton | - Masterização: Gene Grimaldi - Engenharia: Mark "Exit" Goodchild, Tony Ugyal - Instrumentação: Giorgio Tuinfort, Martin Kierszenbaum |

## Desempenho nas tabelas musicais
| Tabela (2011)                             | Melhor posição |
| ----------------------------------------- | -------------- |
| Alemanha (Media Control AG)               | 10             |
| Bélgica (Ultratip de Flandres)            | 18             |
| Canadá (Canadian Hot 100)                 | 46             |
| Estados Unidos (Hot Dance Club Songs)     | 3              |
| Polônia (Zwiazek Producentow Audio Video) | 2              |
| Roménia (Romanian Top 100)                | 45             |
| Suíça (Schweizer Hitparade)               | 52             |
| Áustria (Ö3 Austria Top 40)               | 7              |